# Ferdynand (landgraf Hesji-Homburg)
Ferdynand (niem. Ferdinand Heinrich Friedrich Landgraf von Hessen-Homburg) (ur. 26 kwietnia 1783 w Homburgu, zm. 24 marca 1866 tamże) – ostatni landgraf Hesji-Homburg (od 1848), generał kawalerii Armii Cesarstwa Austriackiego.

## Życiorys
Ferdynand był siódmym synem landgrafa Hesji-Homburg Fryderyka V i Karoliny, córki landgrafa Hesji-Darmstadt Ludwika IX. Jako trzynastolatek wstąpił do armii austriackiej. W jej szeregach brał udział w wojnach napoleońskich. Uczestniczył w kampaniach 1800 (walczył m.in. pod Hohenlinden), 1805 (brał udział m.in. w bitwie pod Austerlitz) i 1809 r., oznaczył się w bitwie pod Lipskiem w 1813 r., za co został nagrodzony krzyżem rycerskim orderu Marii Teresy. W kampanii francuskiej 1814 r. brał udział pod rozkazami starszego brata Fryderyka i u boku dwóch innych starszych braci, Filipa i Gustawa. 30 kwietnia 1815 został mianowany na stopień generała majora, 21 grudnia 1830 na stopień marszałka polnego porucznika, a 23 grudnia 1845 na stopień generała kawalerii. W 1824 był brygadierem na Węgrzech z siedzibą w Kőszeg (niem. Güns). W 1825 został urlopowany.
Udał się wówczas do ojczystego Homburga, gdzie prowadził studia historyczne i wspierał kolejno sprawujących rządy starszych braci. Nieoczekiwanie, gdy w 1848 r. zmarł starszy brat Gustaw, to Ferdynand (jako piąty z kolejno piastujących tę funkcję synów Fryderyka V) został landgrafem Hesji-Homburg. Przypadło to na trudny okres Wiosny Ludów. W 1849 r. zwołał konstytuantę, a w styczniu 1850 r. ogłosił opracowaną przez nią konstytucję księstwa. Zawiesił ją jednak po dwóch latach. Nie ożenił się, zmarł bezpotomnie. Na nim wygasła homburska linia dynastii heskiej, a księstwo zostało podzielone między Prusy i Hesję-Darmstadt.